# 전동평
전동평(田東平, 1962년 2월 7일~)은 대한민국의 정치인이다. 제41·42대 전라남도 영암군수이다. 
1991년 대한민국 지방 선거에서 신민주연합당(신민당) 후보로 출마해 전국 최연소로 도의원에 당선되었으며, 이후 1995년 제1회 전국동시지방선거부터 제3회 동시지방선거까지 당선되면서 4선 전라남도의원의 고지에 올랐다. 2014년 지방선거에서는 영암군수에 출마해 당선되었다. 2018년 지방선거에서 영암군수 재선에 도전해 당선되면서 재선 영암군수가 되었다.

## 학력
- 전남대학교 행정대학원 행정학 석사

## 경력
- 1991.07~1995.06 제4대 전라남도의회 의원
- 1995.07~2006.06 제5~7대 전라남도의회 의원(민선, 3선)
- 알파중공업 대표
- 2014.07~2022.06 제41·42대 민선 6·7기 전라남도 영암군수(재선, 더불어민주당)
- 2016.01~2022.06 영암군민속씨름단 구단주

## 역대 선거 결과
|  | 61.2% |

|  | 43.09% |

|  | 56.91% |

|  | 49.08% |

|  | 50.70% |

|  | 51.40% |